# Алексіанна Кастель
Алексіанна Кастель (фр. Alexianne Castel, 25 липня 1990) — французька плавчиня.
Учасниця Олімпійських Ігор 2008, 2012 років.
Чемпіонка світу з плавання на короткій воді 2010 року.
Чемпіонка Європи з водних видів спорту 2012 року.
Чемпіонка Європи з плавання на короткій воді 2009 року, призерка 2008, 2012 років.